# Ryde
Ryde è una cittadina di 26 152 abitanti della contea dell'Isola di Wight, in Inghilterra.